# 53-я стрелковая дивизия
53-я стрелковая дивизия — войсковое соединение Вооружённых Сил СССР в Великой Отечественной войне. Сформирована в Саратове, в 1931 году. 08.07.1937 дивизии присвоено имя Ф.Энгельса. В действующей армии с 02.07.1941 — 03.02.1943, 07.03.1943 — 30.07.1943, 07.09.1943 — 11.05.1945 года.

## История

### 1941 год
63-й стрелковый корпус дислоцировался в Приволжском военном округе. В июне 1941 года корпус был срочно направлен на пополнение войск Белорусского военного округа. Война застала корпус в пути, во время передислокации.
21 июня 1941 года первые эшелоны корпуса стали прибывать к месту разгрузки на станции Добруш и Ново-Белица. Последующие эшелоны подходили чрезвычайно разрозненно, до первых чисел июля на различные станции вблизи Гомеля.
Рано утром 22 июня фашисты бомбили Гомель, направляя главные усилия на разрушение мостов через реку Сож.
Ряд частей 63-го стрелкового корпуса, например все полки 53-й стрелковой дивизии, кроме 110-го стрелкового и 36-го артиллерийского, ещё не доезжая Гомеля, были повёрнуты на север, в район Орши.
29 июня дивизия разгружена на станции Орша и развёрнута южнее Смоленска в районе Рославля. 110-й стрелковый полк дивизии остался в районе Гомеля и затем действовал на другом операционном направлении в составе 21-й армии. 3 июля дивизия начала занимать оборону по реке Днепр между Шкловом и Копысью, имея всего 6477 человек личного состава, на рубеже Новые Стойки— Плешицы. 6 июля дивизия передовыми отрядами вступает в первые боевые столкновения с противником. Согласно приказу командующего Западным фронтом от 7 июля 1941 года дивизия была включена в 13-ю армию в состав 61-го стрелкового корпуса (вместе с 110-й и 172-й дивизиями) и получила задачу закрепиться на рубеже Копысь — Шклов. Штаб 13-й армии расположился в городе Могилёв.
8 июля передовые части 46-го моторизованного корпуса противника подошли к Могилёву. Авиация противника группами в 10—15 самолётов систематически наносила удары по боевым порядкам 53-й и 187-й стрелковых дивизий. В этот же день передовые части противника прорвались к Днепру и пытались навести переправы у Шклова, Дашковки и Быхова. Неоднократные их попытки форсировать реку Днепр были отражены частями дивизий, поддержанных огнём артиллерии. Однако к вечеру 9 июля немецким войскам удалось форсировать Днепр на правом фланге 187-й стрелковой дивизии севернее Быхова, прорвать её оборону и продвинуться на восток до 10 километров.
11 июля противник активизировал наступление на левом фланге 13-й армии у Шклова. 53-я дивизия, удерживая рубеж Шклов—Плещицы, вела разведку севернее Плещицев. После массированных налётов бомбардировщиков и сильного артиллерийского артобстрела враг нанёс удар по боевым порядкам дивизии, и её подразделения не смогли противостоять массированным атакам 46-го моторизованного корпуса. Форсировав Днепр на участке Копысь-Шклов, противник (два батальона с танками) выдвинулся в направлении Мстиславля.
12—13 июля дивизия оказалась на острие главного удара, нанесённого немцами через Днепр в направлении Смоленска на Горки, попала под сильный удар авиации, артиллерии и танков противника и в боях с частями 2-й танковой группы была разгромлена и рассеяна. Командир дивизии полковник Иван Яковлевич Бартенев попал в плен. 12 июля под давлением превосходящих сил противника дивизия отступила к рубежу — Н.Прудки. 13 июля дивизия продолжает отступать
15—16 июля части 13-й армии вели бои против прорвавшихся танков и мотопехоты противника. Немцы проникли вглубь расположения армии, нарушив управление войсками, связь и пути подвоза. К 16 июля пришёл приказ отходить на рубеж реки Проня.
18 июля 117-я стрелковая дивизия и 110-й полк 53-й дивизии обороняются в окружении на восточном берегу Днепра. Данных о других частях 13-й армии нет из-за отсутствия связи, 110-й полк 53-й дивизии перечисляется в журнале боевых действий уже в составе 21-й армии.
К 20 июля на сборном пункте за рекой Десна из состава дивизии собралось только около тысячи человек без тяжёлого вооружения. Дивизия фактически восстанавливается заново, заново формируется 36-й артиллерийский полк, усилена 475-м стрелковым полком из 127-й стрелковой дивизии.
21 июля 110-й полк 53-й дивизии в составе 63-го стрелкового корпуса Рогачёвско-Жлобинской группы 21-й армии занимает оборону на рубеже Озераны—Тихничи—Стреньки—Казимиров, отражая атаки трёх пехотных дивизий 53-го армейского корпуса вермахта.
24 июля 110-й полк 53-й дивизии имеет задачу разгромить противника в районе Большое Возмище (у деревни Гаврики, Смоленская область).
В начале августа 1941 года дивизия заняла оборону на Десне. В сентябре 1941 года находится на рубеже Кузьминичи, Церковщина, юго-западнее Спас-Деменска. После начала немецкой наступательной операции «Тайфун» 2 октября 1941 года дивизия попадает в окружение и получает приказ пробиваться на северо-восток в направлении Юхнов, Мятлево, Медынь, Малоярославец. 7 октября 1941 года части дивизии пробились к деревне Сергиевка, а двумя днями позже с курсантами Подольского училища форсировали реку Протва и вышли в Белоусово, в двадцати километрах северо-восточнее Малоярославца. В течение осени ведёт бои за Малоярославец, отступает к Москве, заняла позиции на рубеже Кресты, Каменка в тридцати километрах от окраины Москвы.
С 7 декабря 1941 года перешла в наступление, продвинулась на шестьдесят километров, дошла до Угодского завода и Тарутино, затем была остановлена в 12 километрах от Малоярославца. Ведёт тяжёлые бои за город до начала января 1942 года, участвует в освобождении Малоярославец и наступает далее.

### 1942 год
11 января 1942 года ведёт бои у села Марютино, в 11 километрах от Медыни, 14 января 1942 года освобождает город.
15 января по боевой тревоге поднимается и выдвигается с целью захвата Мятлево. 16 января дивизия сосредотачивается в деревне Дошино, 17-го января выдвигается через Гусево в район разъезда Кошняки.
21 января штаб дивизии находится в Тетево, 475 сп обороняет Морозово.

## Полное название
53-я стрелковая Новоукраинская Краснознамённая ордена Суворова дивизия имени Фридриха Энгельса

## Состав
- 12-й стрелковый Венский полк (158 стрелковый полк, часть 6665)
- 223-й стрелковый полк (157 стрелковый полк, часть 5383)
- 110-й стрелковый полк (159 стрелковый полк, часть 5387) (до 07.1941)[8]
- 475-й стрелковый полк
- 36-й артиллерийский полк
- 64-й гаубичный артиллерийский полк (до 05.08.1942)
- 116-й отдельный истребительно-противотанковый дивизион
- 27-я разведывательная рота
- 103-й сапёрный батальон
- 46-й миномётный дивизион (с 24.11.1941 по 24.10.1942)
- 651-й (120-й) отдельный батальон связи (565-я отдельная рота связи)[9]
- 244-й (45-й) медико-санитарный батальон
- 94-я отдельная рота химической защиты
- 85-я автотранспортная рота
- 26-я (155-я) полевая хлебопекарня
- 658-й (193-й) дивизионный ветеринарный лазарет
- 97-я полевая почтовая станция
- 212-я полевая касса госбанка[10]

## Командование

### Командиры
- Болдин, Иван Васильевич Неборак А. А.(30.04.1931 — 29.12.1934)
- Баронов, Константин Фёдорович (31.12.1934 — 10.12.1940) комбриг
- Бартенев, Иван Яковлевич (10.12.1940 — 12.07.1941), полковник
- Коновалов, Филипп Петрович (16.07.1941 — 23.09.1941), полковник
- Краснорецкий, Николай Павлович (24.09.1941 — 02.11.1941), полковник
- Наумов, Александр Фёдорович (03.11.1941 — 20.09.1942), полковник с 21.05.1942 генерал-майор
- Лазарев, Павел Ефимович (21.09.1942 — 07.04.1943), полковник
- Овсиенко, Андрей Евтихиевич (09.04.1943 — 24.04.1944), генерал-майор
- Василевский, Давид Вениаминович (04.05.1944 — 11.05.1945), полковник с 20.04.1945 генерал-майор [11]

### Заместители командира
- Зыков, Константин Антонович (10.07.1938 — 08.03.1942), полковой комиссар[12]
- Гордиенко, Федор Николаевич (14.03.1942 — 16.06.1943), ст. бат. комиссар, с 05.12.1942 — полковник[13]
- Крымский, Николай Алексеевич (??.07.1942 — 15.08.1942), подполковник
- Василевский, Давид Вениаминович (??.09.1942 — ??.12.1943), полковник
- Василевский, Давид Вениаминович (??.01.1944 — 05.04.1944), полковник

## Награды
- 18.03.1944 — почётное наименование «Новоукраинская» — присвоено приказом Верховного Главнокомандующего № 072 от 29 марта 1944 года — за отличие в боях при освобождении города Новоукраинка. [14] [15]
- 15.09.1944 —  Орден Красного Знамени — награждена указом Президиума Верховного Совета СССР от 15 сентября 1944 года за образцовое выполнение боевых заданий командования в боях с немецкими захватчиками, за овладение городом Яссы и проявленные при этом доблесть и мужество[16].
- 04.06.1945 —  Орден Суворова II степени — награждена указом Президиума Верховного Совета СССР от 4 июня 1945 года за образцовое выполнение боевых заданий командования на фронте борьбы с немецкими захватчиками при овладении городами Яромержице, Зноймо, Голлабрунн,Штоккерау и проявленные при этом доблесть и мужество[17].

Награды частей дивизии:
- 12 стрелковый Венский[18] ордена Кутузова[19] полк;
- 223 стрелковый Краснознамённый[20] полк;
- 475 стрелковый орденов Кутузова[21] и Александра Невского[22] полк;
- 36 артиллерийский ордена Богдана Хмельницкого[20] (награждён орденом Богдана Хмельницкого II степени) полк
- 103-й отдельный сапёрный ордена Александра Невского[20] батальон

## Отличившиеся воины
Герои Советского Союза:
- Карасёв, Сергей Тимофеевич, лейтенант, командир пулемётного взвода 223-го стрелкового полка.
- Лавренюк, Леонид Фёдорович, младший лейтенант, комсорг 3-го стрелкового батальона 475-го стрелкового полка.
- Лейцис, Павел Рудольфович, красноармеец, стрелок противотанкового ружья 475-го стрелкового полка.
- Литвинов, Пётр Дмитриевич, сержант, командир отделения миномётной роты 12-го стрелкового полка.

 Кавалеры ордена Славы трёх степеней.
- Близнеченко, Гавриил Иосифович, сержант — помощник командира взвода 27-й отдельной разведывательной роты.
- Кадыркулов, Идирис, младший сержант — командир отделения 103-го отдельного сапёрного батальона.
- Кондратьев, Александр Яковлевич, сержант — командир сапёрного отделения 103-го отдельного сапёрного батальона.
- Петров, Алексей Митрофанович, старший сержант — командир отделения 103-го отдельного сапёрного батальона.
- Пинчук, Василий Иванович, сержант — командир отделения 27-й отдельной разведывательной роты.
- Русанов, Иван Васильевич, старший сержант — командир расчёта 82-мм миномёта миномётной роты 223-го стрелкового полка.
- Рябков, Илья Савельевич, рядовой — сапёр 103-го отдельного сапёрного батальона.
- Сучков, Василий Игнатьевич, сержант — командир сапёрного отделения 103-го отдельного сапёрного батальона.

## Освобождённые города[24]
- Малоярославец (02.01.1942, с 17 стрелковой дивизией и 26-й танковой бригадой)
- Медынь (14.01.1942, вместе с 17 сд, 10вдбр, 5вдк, 26 тбр)
- Новоукраинка (17.03.1944, вместе с 213 сд, 7 мк, 45 апбр,114 арм. гв. иптап, 265 гв. арм. пап, 309 гв. минп , 97 гв. сд, 32 гв. ск ,16 мбр,1 гв. шак, 8 гв. шад,12 гв. иад)

## Память
Наименование 53-й саратовской стрелковой дивизии указано на мемориальной стеле памятника советским воинам, погибшим в боях с немецко-фашистскими захватчиками за Малоярославец в 1941 году.